# برنچویل (کنتیکت)
برنچویل (به انگلیسی: Branchville) یک منطقهٔ مسکونی در ایالات متحده آمریکا است که در شهرستان فیرفیلد، کنتیکت واقع شده‌است.